# Praše
Praše je naselje u slovenskoj Općini Kranju. Praše se nalazi u pokrajini Gorenjskoj i statističkoj regiji Gorenjskoj. 

## Stanovništvo
Prema popisu stanovništva iz 2002. godine naselje je imalo 224 stanovnika.